# Václav Radimský

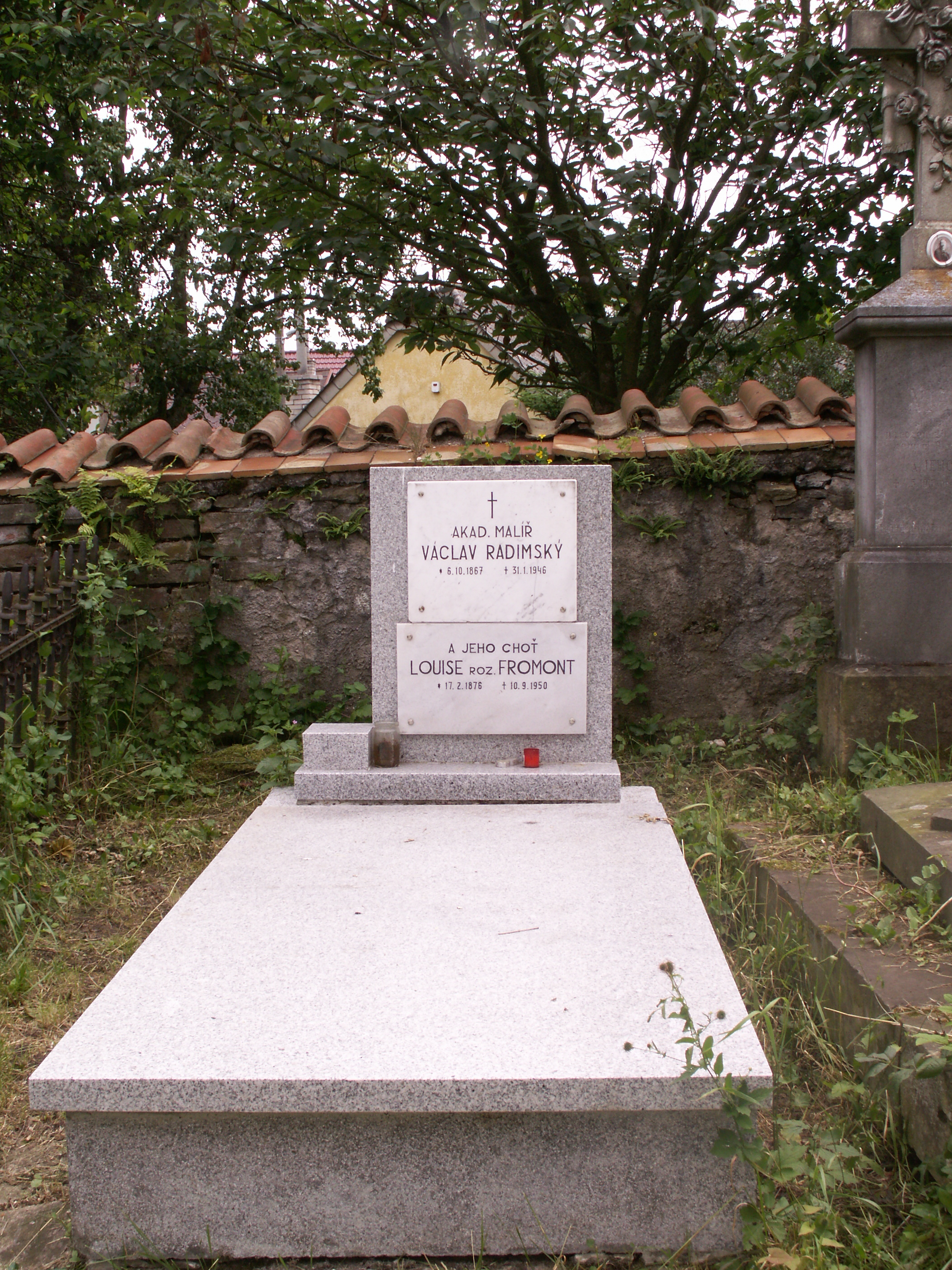
Hrob Václava Radimského v obci Kbel

Václav Radimský, křtěný Václav Jan Emanuel (6. října 1867 Kolín nad Labem – 31. ledna 1946 Kolín) byl představitel českého a francouzského impresionismu přelomu 19. a první poloviny 20. století.

## Život
Narodil se v Kolíně nad Labem v rodině právníka Václava Radimského, který byl zároveň majitelem mlýna a později také statkářem v Pašince. Matka, Marie, rozená Náchodská von Neudorf (1847-1868), zemřela tři měsíce po jeho narození na tyfus, který do Kolína zavlekli pruští vojáci . Studoval krajinomalbu u Eduarda von Lichtenfels ve Vídni a v Mnichově u Eduarda Schleicha. Roku 1889 odešel do Francie a okolo roku 1891 do Barbizonu. V Giverny se pohyboval ve skupině malířů, které kolem sebe shromáždil Claude Monet. Ten se vedle Camille Pissarra podíleli na formování Radimského výtvarného rukopisu. V Le Goulet poblíž Vernonu v povodí Seiny maloval Radimský své charakteristické záběry na řeku. Díky své pracovitosti dosáhl značného úspěchu nejen uměleckého ale i ekonomického. Po vypuknutí I. světové války byl jako příslušník nepřátelského národa zatčen a uvězněn v Rouenu. (Radimský byl záložním důstojníkem Rakousko-Uherské armády.) Až po zásahu ministerského předsedy Francie Georgese Clemenceau, který vlastnil Radimského obraz a byl jeho obdivovatelem, byl propuštěn. Byl mu však zkonfiskován všechen majetek. Rozčarován postojem Francie se v roce 1918 vrátil do vlasti a usadil se na rodném statku v Pašince u Kolína, kde žil a maloval až do své smrti v roce 1946, kdy zemřel na zápal plic.

## Dílo a technika malby
Celoživotní vliv na Radimského tvorbu měl pobyt ve Francii, kde pracoval ve skupině předních francouzských malířů. Impresionismus a vodní hladina s okolím řeky, kterým zůstal věrný i po návratu do Čech, tak vytvořily dvě zásadní rovnoběžky jeho tvorby. Zatímco na obrazech z pobytu ve Francii je vidět detailní propracovanost malby, v pozdějším období je již zřetelná zkušenost a lehkost, s níž už doma vytváří své obrazy nejčastěji polabské krajiny. Místy pastózní struktura nanášené olejové barvy dotváří plastičnost námětu. Namísto plátna používá Radimský s oblibou lepenku. Svou pozornost soustřeďuje na pastelové světlezelené odstíny přírody doprovázené komplementárními variantami okrů, které kontrastují s tmavými plochami vodní hladiny. Tyto části obrazu jsou často vytvořeny samotným podkladem, mnohdy částečně nebo zcela bez pokrytí barvou. Lepenka tak tvoří velké plochy, jako například oblohu nebo jen malé plošky zakomponované uvnitř malby a ty jsou v dokonale harmonickém souladu s barevnou kompozicí. Techniku, kterou je vidět na mnoha jeho obrazech, si osvojil již za svého pobytu ve Francii.

## Výstavy a ocenění
Radimský vystavoval na pařížských Salonech a v roce 1894 získal ocenění za obraz Kapradiny (Etudes de Fougeres) jako tehdy vůbec nejmladší malíř. O rok později obdržel zlatou medaili v Rouenu a v roce 1900 na Světové výstavě v Paříži. Udržoval styky se svojí vlastí a účastnil se výstav Krasoumné jednoty. Osmdesáti osmi obrazy vystavenými u Topiče v roce 1899 seznámil českou veřejnost s novým umělecko-výtvarným směrem impresionismem.Radimský vynikal velkou pracovitostí a podnikavým duchem. Již ve Francii získal prodejem svých děl značného jmění, a tak velká část jeho obrazů z počátečního období tvorby zůstala ve Francii. Po návratu do Čech roku 1918 pokračoval ve svých úspěšných ekonomických aktivitách, což mu umožnilo žít nákladným životem. Mimo jiné vlastnil automobil, v té době luxusní záležitost, a ten mu umožňoval převážet malířské potřeby do přírody i obrazy na výstavy. Tento životní styl mu však mezi malíři, žijícími často ve skromných poměrech, nezískal mnoho přátel. Až do své smrti v roce 1946 pořádal početné a úspěšné prodejní výstavy. Následkem toho se jeho rozsáhlé výtvarné dílo dostalo do vlastnictví značného množství soukromých osob a sbírek. Je tak z velké části skryto před zraky široké veřejnosti.
Přestože se Radimský v meziválečném období stal terčem kritiky[zdroj?] odborné veřejnosti nejen pro svoji zaujatost impresionismem, ale i životní postoje,[ujasnit][zdroj?] lze jeho práce ocenit pro svoji názorovou sevřenost, jako dílo jednoho z našich největších malířů tohoto uměleckého směru.

### Samostatné výstavy (výběr)
- 1939 Poděbrady, Lázně Poděbrady [5]

## Nejznámější obrazy
- Potok v Giverny, 1899
- Sníh na břehu Seiny (Zima na Seině; Zima v Normandii), 1902
- Kapradiny
- Cesta v Giverny
- Rybník s lekníny
- Zrcadlení (Odraz stromů na vodní hladině)
- Krajina z Giverny, kol. 1900, Oblastní galerie Liberec
- Starý mlýn v Giverny

## Galerie

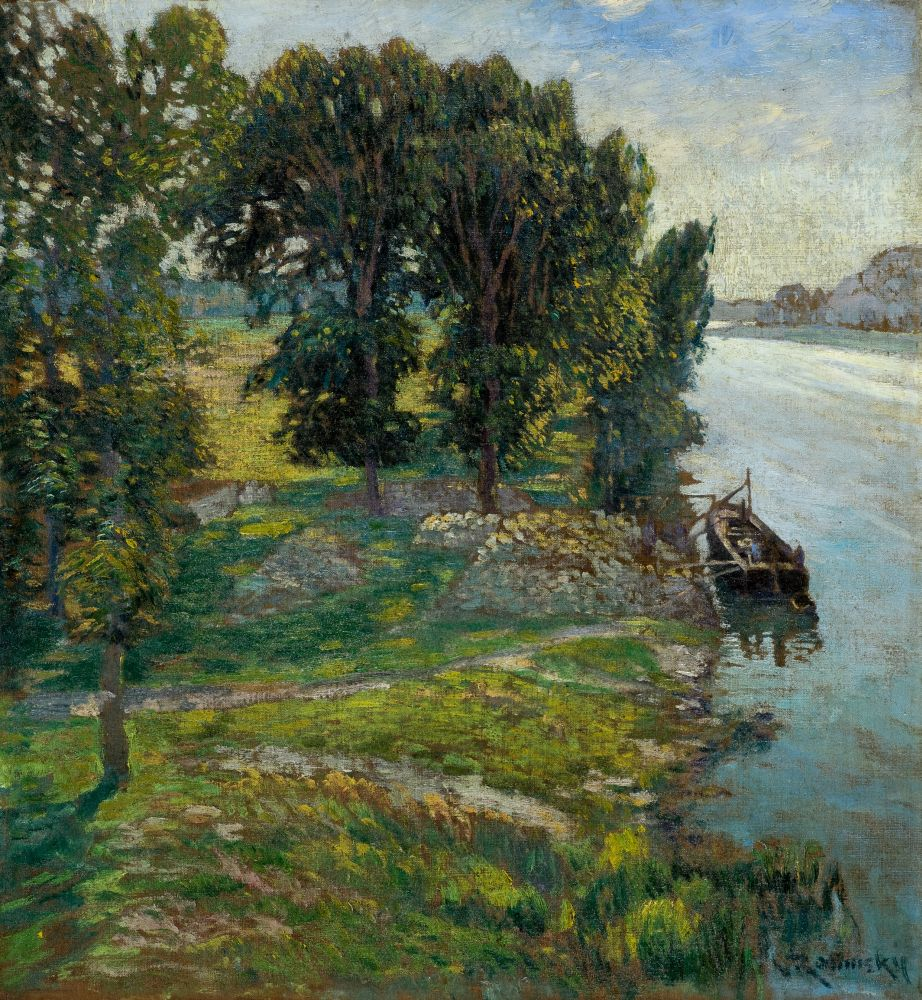
Loďka u břehu
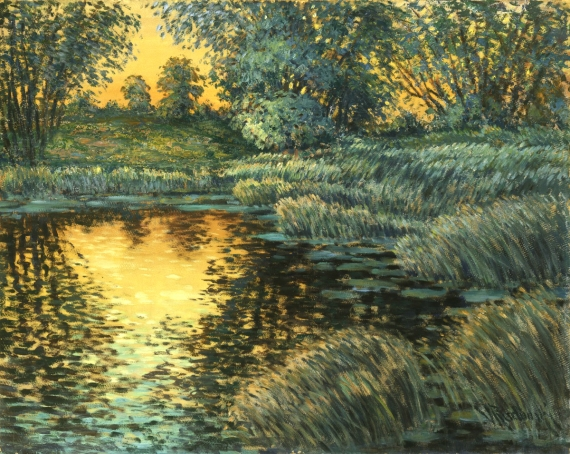
Krajina
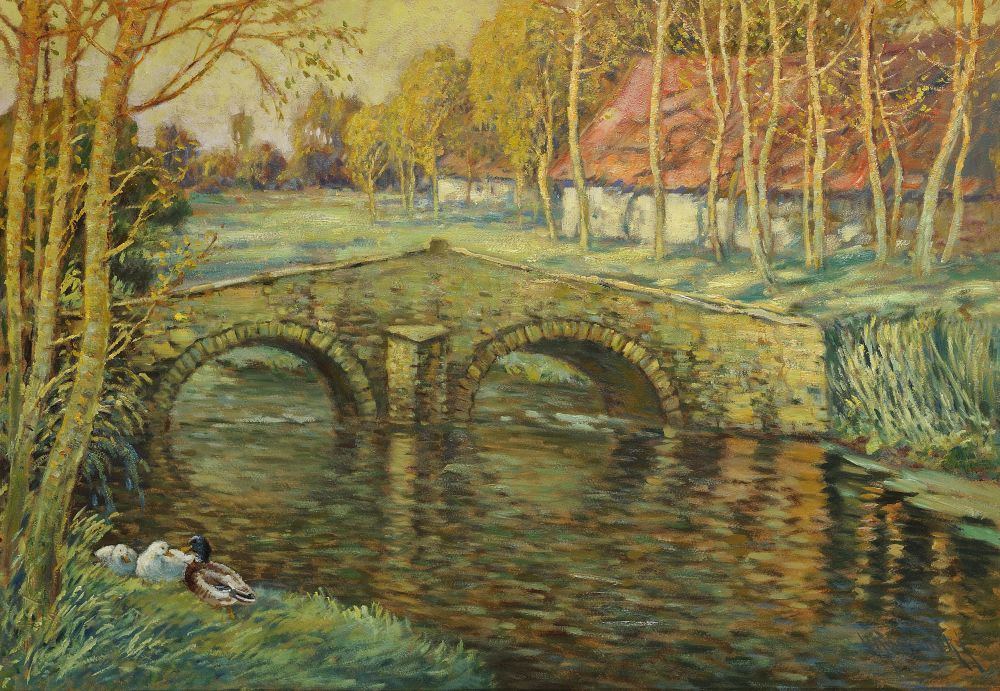
Most přes potok v Opatovicích
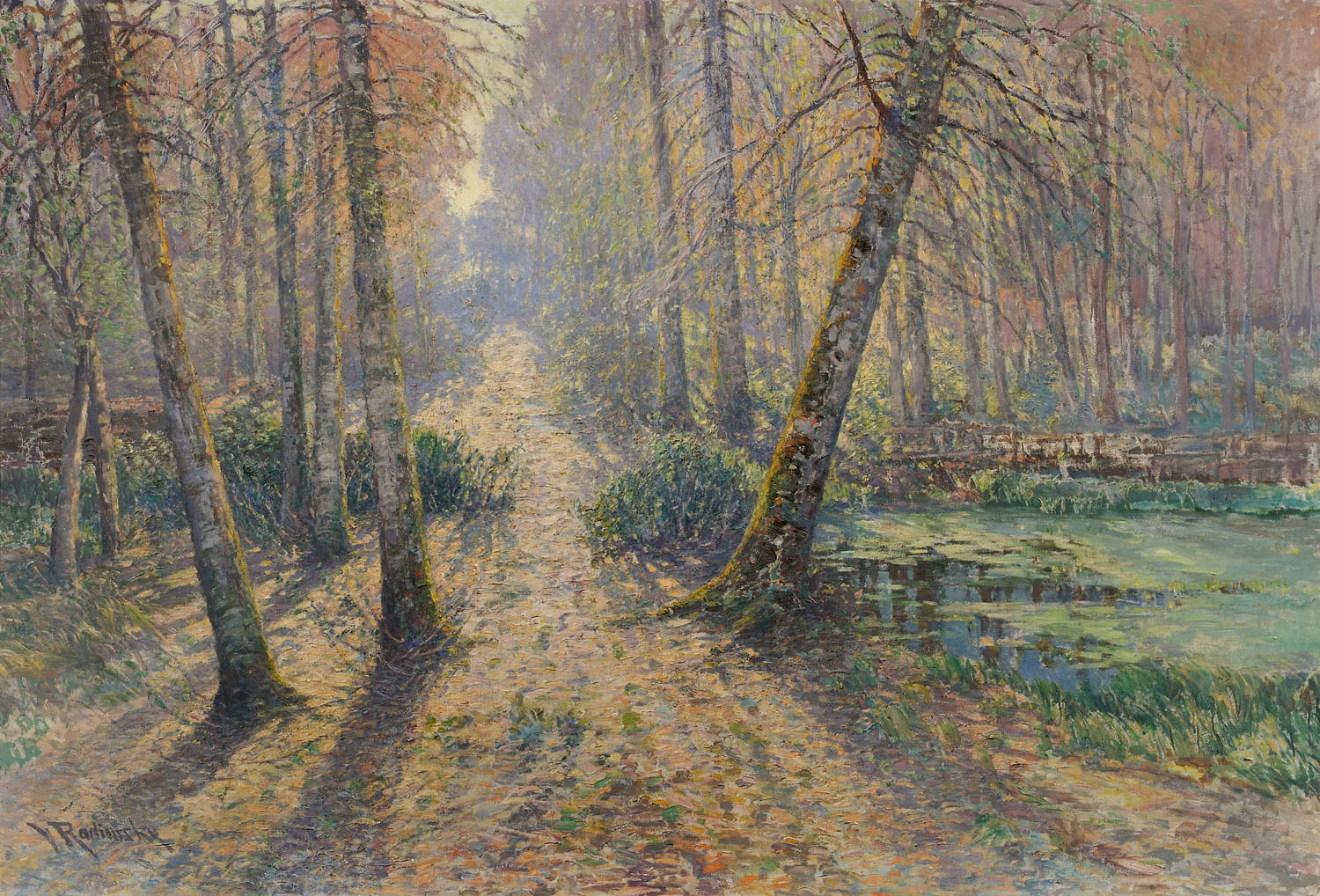
Cesta lesem
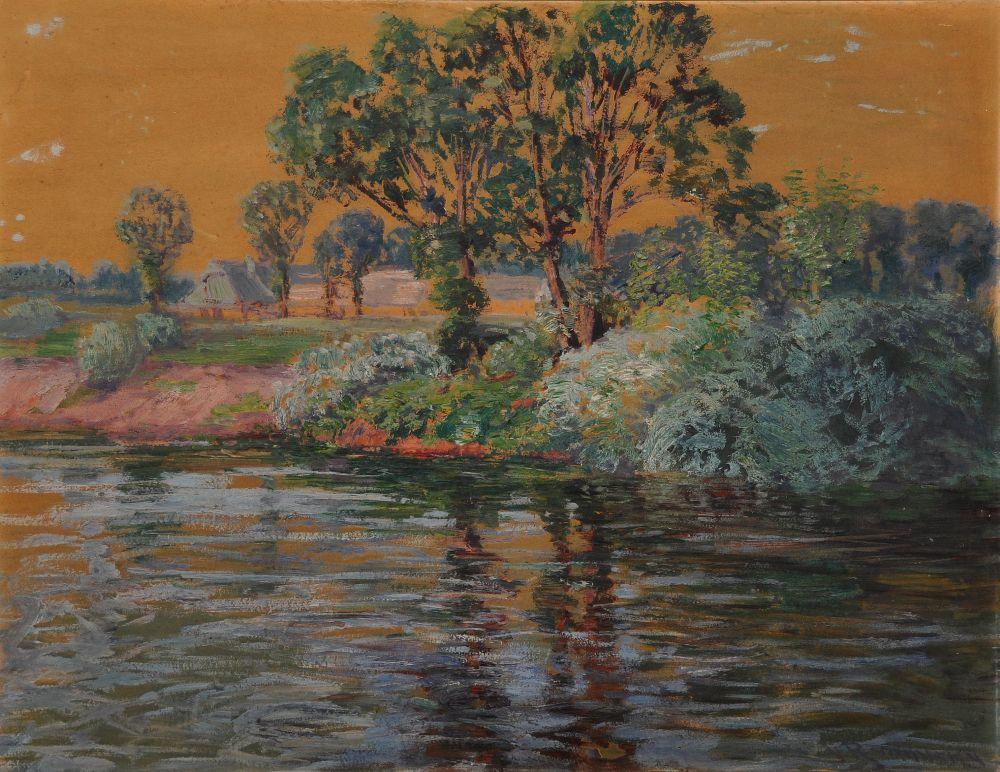
Stromy u vody
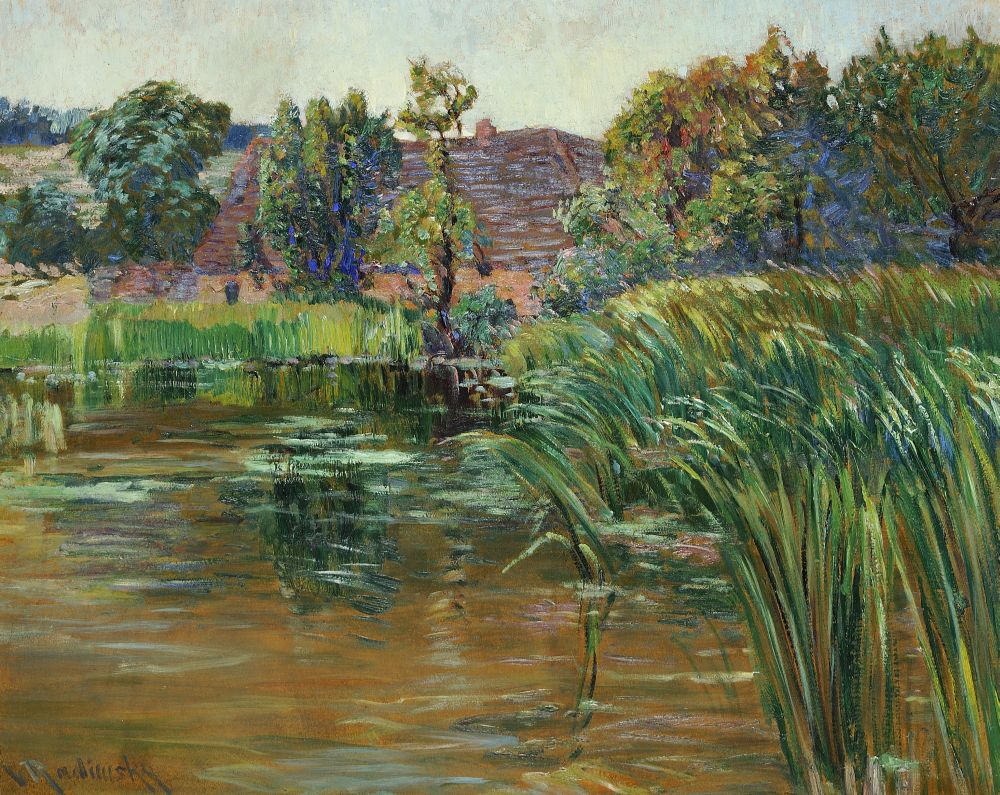
Stavení u rybníka
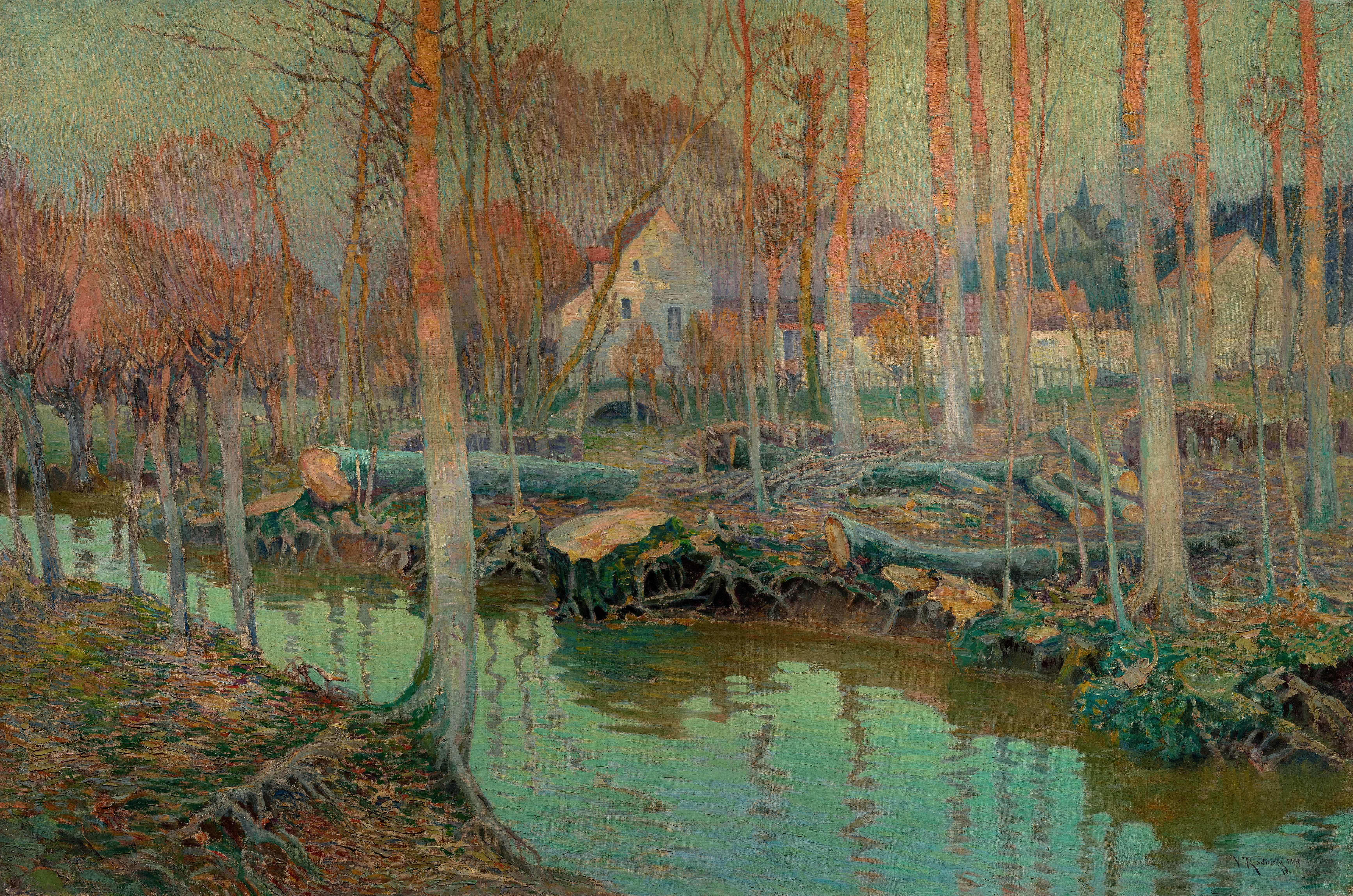
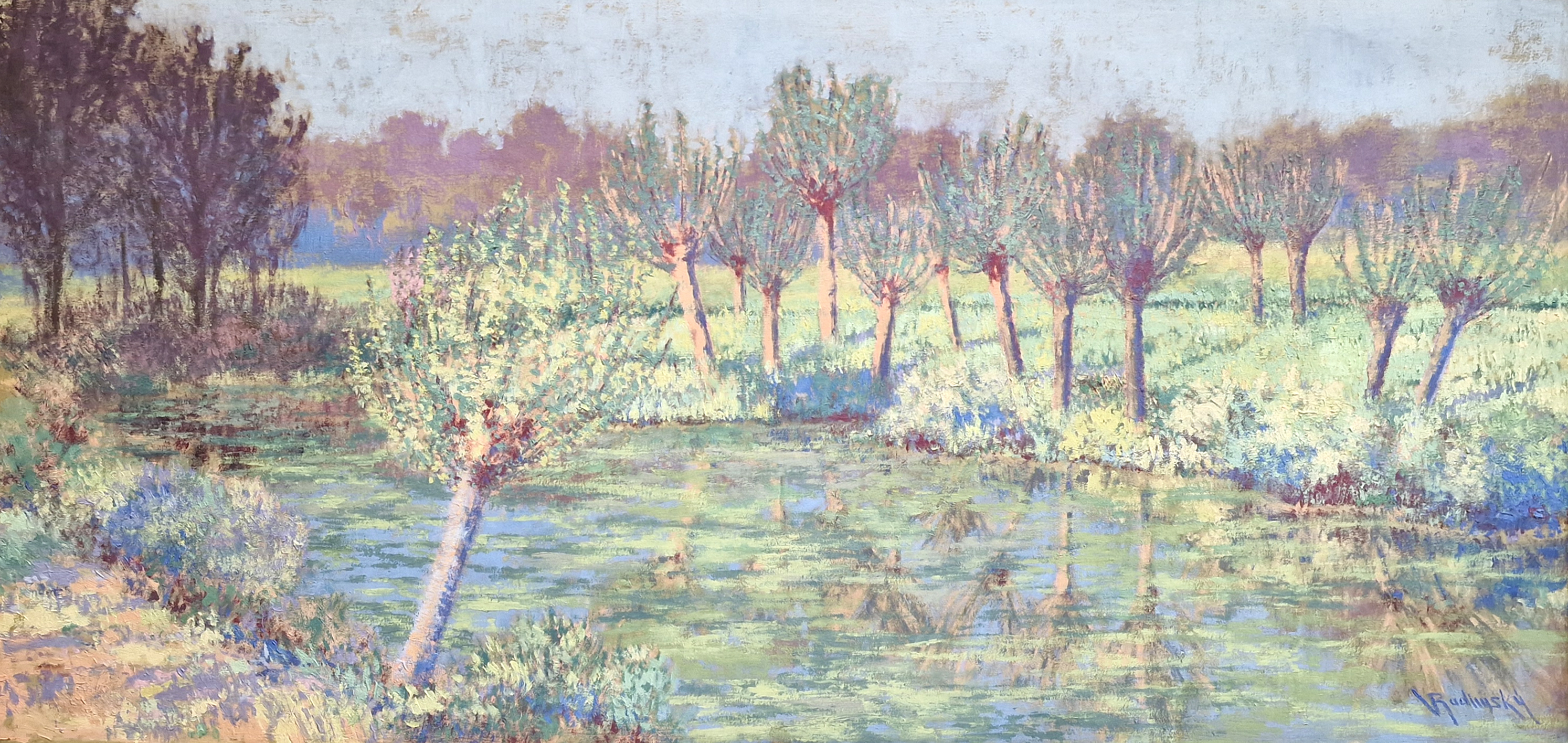
Vrbina na jaře - Normandie
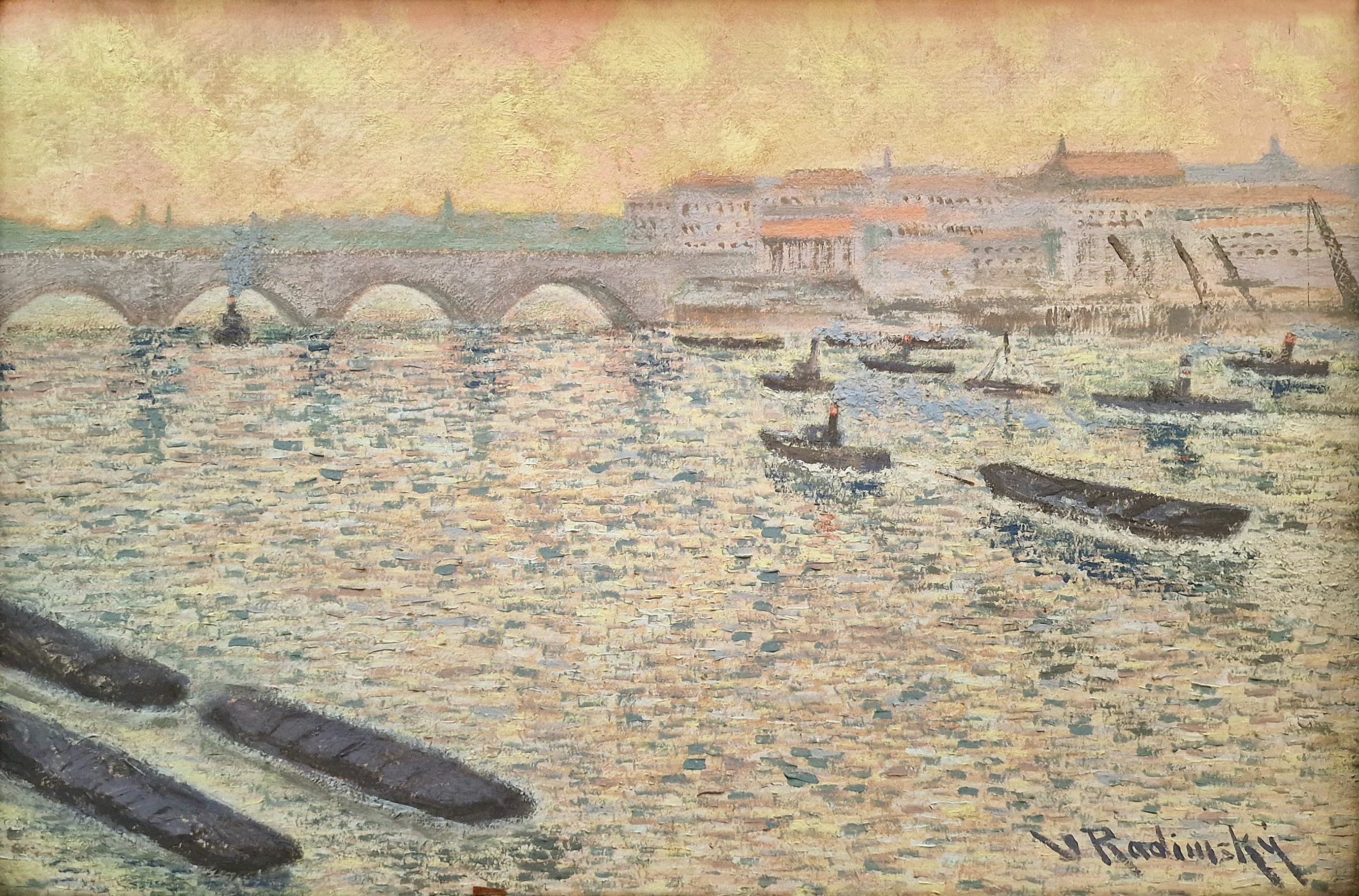
Radimský Václav - Londýnský most s přístavem